# Lohrsdorfer Kopf
Der Lohrsdorfer Kopf im Gebiet des Ortsbezirks Lohrsdorf der Stadt Bad Neuenahr-Ahrweiler im rheinland-pfälzischen Landkreis Ahrweiler ist eine 186,5 m ü. NHN hohe Erhebung im Mittelrheingebiet des Rheinischen Schiefergebirges. 
Der Lohrsdorfer Kopf liegt östlich von Lohrsdorf. Südlich zu seinen Füßen liegt ein Teil der Weinlage Landskrone und die Orchideenwiese Lohrsdorf. Auf der Südflanke steht die auf 156 m ü. NHN Metern eine Schutzhütte, an dem der Rotweinwanderweg entlangläuft. Zusammen mit dem Ehlinger Ley grenzt der Lohrsdorfer Kopf die Bodendorfer Gemarkung ahrauf vom restlichen Ahrtal ab.
Im 18. und 19. Jahrhundert gab in der Nähe der heutigen Schutzhütte einen Quarzsteinbruch, aus dem Quarz abgebaut wurde. Zwei Bergbremsbahnen, eine südlich und eine westlich, wurden am Hang des Lohrsdorfer Kopfes erbaut, um den Abtransport des gewonnenen Gesteins gewährleisten zu können.